# Bongo Fury
Bongo Fury je album, na němž je většina skladeb koncertních, Franka Zappy a Captaina Beefhearta, vydané v roce 1975.

## Seznam skladeb
Všechny skladby napsal Frank Zappa, není-li uvedeno jinak.

### Strana 1
1. "Debra Kadabra" (live) – 3:54
2. "Carolina Hard-Core Ecstasy" (live) – 5:59
3. "Sam With the Showing Scalp Flat Top" (live) (Captain Beefheart) – 2:51
4. "Poofter's Froth Wyoming Plans Ahead" (live) – 3:03
5. "200 Years Old" – 4:32

### Strana 2
1. "Cucamonga" – 2:24
2. "Advance Romance" (live) – 11:17
3. "Man With the Woman Head" (live) (Captain Beefheart) – 1:28
4. "Muffin Man" (live) – 5:34

## Sestava
- Frank Zappa – zpěv, kytara
- Denny Walley – zpěv, slide kytara
- Tom Fowler – baskytara, tanečník
- Terry Bozzio – bicí
- Chester Thompson – bicí
- Captain Beefheart – zpěv, saxofon, harmonika
- George Duke – klávesy, zpěv
- Napoleon Murphy Brock – saxofon, zpěv
- Bruce Fowler – pozoun, tanečník